# Giải bóng đá vô địch quốc gia Quần đảo Cook 1950
Giải bóng đá vô địch quốc gia Quần đảo Cook 1950 là mùa giải đầu tiên được ghi nhận của giải đấu bóng đá cao nhất ở Quần đảo Cook. Titikaveka giành chức vô địch.